# Gelastocoridae
Gelastocoridae – rodzina pluskwiaków różnoskrzydłych z infrarzędu Nepomorpha i nadrodziny Ochteroidea.

## Opis
Kłujka krótka, nie sięgająca za przednie biodra. Czułki ukryte w dołkach pod oczami i od góry niewidoczne. Przednie odnóża chwytne, o udach bardzo silnych i szerokich. Głowa poprzeczna. Oczy prawie szypułkowate, szeroko oddzielone. Przyoczka obecne. Tarczka nieregularnie nabrzmiała.

## Biologia i ekologia
Pluskwiaki te zamieszkują muliste i piaszczyste brzegi rzek i jezior, gdzie drążą w podłożu.

## Rozprzestrzenienie
Występują w strefie tropikalnej i subtropikalnej całego świata.

## Systematyka
Do rodziny tej należą 2 podrodziny:
- Gelastocorinae Champion, 1901
- Mononychinae Fieber, 1851